# 奪命怪客
《奪命怪客》（義大利語：Non si sevizia un paperino）是一部1972年的義大利電影，由路西歐·弗爾茲執導，佛洛琳達·波坎、托馬斯·米利安和芭芭拉·布歇主演。劇情講述一名偵探調查義大利南部一個與世隔絕的村莊發生的一系列兒童謀殺案，迷信和不信任充斥在村民之间。本片的配樂由里兹·欧特拉尼作曲，歐奈拉·法諾莉演唱。
《奪命怪客》於1972年秋天在義大利上映，在弗爾茲的電影作品中具有重要意義，因為这是他最早開始使用暴力血腥效果的影片之一，他在後來的電影中繼續使用這種做法，如《生人迴避》《鬼聲嘯嘯》和《喪屍食人城》等。這部電影因其對天主教會性行為的評論而受到評論家的關注。
片名中的「paperino」指的是一個被智障女孩拔掉頭的唐老鸭玩偶，為謀殺案提供了線索。
弗爾茲曾稱之為「也許是[他]最好的電影」。

## 剧情
在意大利南部的小村庄阿琴杜拉，三个男孩布鲁诺、米凯莱和托尼诺经常恶作剧。朱塞佩·巴拉是当地的一个傻子，正在偷窥两个当地人与来访的妓女鬼混。与此同时，在村子周围的山上，一个隐居的吉普赛女巫拉玛贾拉正在施行黑魔法，她先是挖出一个婴儿的骸骨，然后用针扎进三个小泥娃娃的头部。很显然，这就是那三个嘲弄朱塞佩的小孩。
布鲁诺失踪后，媒体开始大肆报道，意大利各地的记者纷纷赶往小镇。来自罗马的新聞工作者安德烈亚·马尔泰利是其中之一，在村警长莫代斯蒂的合作下，他对案件的见解得到了地区警察局长的认可。在当地人的歇斯底里中，朱塞佩在取回他向男孩父母索要的赎金时被捕。他带着警察找到埋葬的布鲁诺的尸体，辩称自己没有犯下谋杀罪，因为他声称自己只是发现了男孩的尸体，然后给男孩的父母打了电话，妄图索要一笔少得出奇的赎金。托尼诺的尸体被发现后，警方意识到朱塞佩是无辜的。几天后的晚上，在一场肆虐的雷雨中，米凯莱偷偷溜出家门去见一个通过电话联系的人，结果也被一个看不见的袭击者勒死，第二天早上他的尸体被发现。
马尔泰利很快认识了帕特里齐亚，并与她结为好友。他是在米蘭曾經工作過的報紙上認出她的。帕特里齐娅因吸毒丑闻而低调地住在父亲在镇上的房子里。由于她在大城市的生活方式、被认为缺乏道德感以及露背装和迷你裙的现代着装风格，其他与世隔绝的村民排斥她。她與鎮上的幾個孩子進行了各種看似險惡的互動，比如米凯莱，她裸体勾引他，然后拒绝了他；马里奥，一个小男孩，她讓他選擇付錢或是親吻，以換取修理漏氣的輪胎的报酬；還有马尔维娜，牧师唐阿尔贝托的残疾妹妹，帕特里齐亚違背她的意願將她拖過城鎮廣場，以便帕特里齐亚可以給马尔维娜買一個洋娃娃。
马尔泰利还见到了和蔼可亲的年轻牧师唐阿尔贝托·阿瓦洛内和他矜持的母亲奥雷利娅。唐阿尔贝托在教堂里管理着一组男孩，谋杀案的受害者也属于这个团体，他鼓励男孩们在教堂里踢足球，以免他們遇到麻煩。他作为牧师在当地很有名气，很受尊敬。
与此同时，莫代斯蒂上尉和他的助手拜访了弗朗切斯科。弗朗切斯科是一位古怪的老隐士，住在俯瞰小镇的山上一间破旧的石屋中。他声称已将自己的魔法知识传授给了女儿玛贾拉，还经常与追求刺激的帕特里齐亚在一起。据传，他还曾与玛贾拉私通，生下一个孩子（后被处理掉）。由于弗朗切斯科不愿配合调查，警方恼羞成怒，逮捕了玛贾拉。在审讯中，这个狂热的女人痛快地承认了谋杀事实。不过，在莫代斯蒂和局长看来，她似乎认为是她的巫蛊娃娃和咒语才导致了那三个愛管閒事的男孩的死亡，而且她声称对魔鬼所使用的肉身方法不感兴趣，也不知道。一名警察在距离最近一次谋杀现场数英里远的地方看到了玛贾拉，他提供的不在场证明证明了她的清白，于是她被释放了。
然而，充满敌意和迷信的村民们并不买账。当地妇女对玛贾拉避之唯恐不及，一小群男人在当地的墓地里袭击了她，用沉重的铁链野蛮地殴打她，然后扔下她不管，任其自生自灭。她设法爬到公路上，但还是死了。第二天，又有一名小男孩被发现淹死在当地的一条小溪里，这进一步加剧了警方对此案的挫敗感。
在与唐阿尔贝托的进一步会面中，马尔泰利得知唐阿尔贝托的母亲有个年幼的孩子，一个六岁的智障聋哑女孩。马尔泰利看到小女孩難以抑制地从玩偶上扯下头，似乎在模仿勒死人的动作，于是确信小女孩是杀人事件的目击者。在最近的犯罪现场附近发现了一个唐老鸭的玩偶头。奥雷利娅带着女儿失踪后，马尔泰利和帕特里齐亚找到了她藏身的地方，那是一个俯瞰小镇的偏僻小山丘。他们到达时，发现奥雷利娅几乎没有知觉，她恳求他们帮助她阻止疯狂的儿子。原来，唐阿尔贝托勒死那些小男孩，并不是因为他们犯了罪，而是为了防止他们长大后犯罪。唐阿尔贝托扭曲的头脑中认为，作为上帝的子民，他有权杀死小男孩，让他们带着干净的灵魂上天堂。
唐阿尔贝托现在企图把他的小妹妹——犯罪的目击者——扔下偏遠的悬崖。马尔泰利在千钧一发之际赶到，和唐阿尔贝托進行了一場激烈的打鬥後，疯狂的牧师失去平衡，从悬崖上摔了下来，当场惨死。

## 引用作品
- Howarth, Troy. . Midnight Marquee Press, Inc. 2015. ISBN 978-1936168538.
- Koven, Mikel J. . Scarecrow Press. 2006. ISBN 978-1-461-66416-1.
- Mathijs, Ernest; Mendik, Xavier. . Screen Guides. Palgrave Macmillan. 2011. ISBN 978-1-844-57571-8.